# Scène de crime (série)
Pour les articles homonymes, voir Scène de crime (homonymie).
Scène de crime est une série documentaire policière réalisée par Joe Berlinger. La première saison est diffusée sur Netflix le 10 février 2021.
Chaque saison revient sur une affaire criminelle marquante. Il y a actuellement 4 saisons sur un format de mini-série avec 3 à 4 épisodes.

## Synopsis
La série se présente comme une anthologie, chaque saison revenant sur une histoire criminelle distincte.

### Saison 1 -Scène de crime: La disparue du Cecil Hotel
La première saison revient sur l'histoire de la disparition en 2013 d'Elisa Lam, cliente du Cecil Hotel à Los Angeles, qui a été retrouvée noyée dans un réservoir d'eau situé sur le toit,.
Elle est diffusée le 10 février 2021 sur Netflix et comporte 4 épisodes.

### Saison 2 -Scène de crime: Le tueur de Times Square
La deuxième saison évoque l'affaire Richard Cottingham qui est arrêté le 22 mai 1980 lors d'une tentative de meurtre. Il est emprisonné pour 11 meurtres commis depuis 1967. Ce tueur en série est aussi connu sous le surnom de Torso Killer, et a sévi principalement à New York et dans le New Jersey.
Elle est diffusée le 29 décembre 2021 sur Netflix et comporte 3 épisodes.

### Saison 3 -Scène de crime: Les champs macabres du Texas
La troisième saison se déroule aux champs macabres du Texas. De 1971 à 2006, 30 personnes ont été retrouvées mortes sur ce lopin de terre, dont certains meurtres ne sont toujours pas résolus. Tim Miller, un père endeuillé, refuse de baisser les bras et fonde un organisme de recherches pour aider les familles locales. Cinq histoires inquiétantes sont abordées,,. 
Elle est diffusée le 29 novembre 2022 sur Netflix et comporte 3 épisodes. 

### Saison 4 -Scène de crime à Berlin: Les nuits sanglantes
La quatrième saison se déroule en 2012 à Berlin dans le millieu LGBT. Le tueur en série Dirk P  a assassiné trois hommes hétérosexuels par empoisonnement. Seul Nicky Miller survit,,,.
Elle est diffusée le 3 avril 2024 sur Netflix et comporte 3 épisodes.